# NGC 5522
NGC 5522 is een spiraalvormig sterrenstelsel in het sterrenbeeld Ossenhoeder. Het hemelobject werd op 19 maart 1787 ontdekt door de Duits-Britse astronoom William Herschel.

## Synoniemen
- UGC 9116
- MCG 3-36-89
- ZWG 103.125
- IRAS 14124+1522
- PGC 50889